# 国分寺町 (香川県)

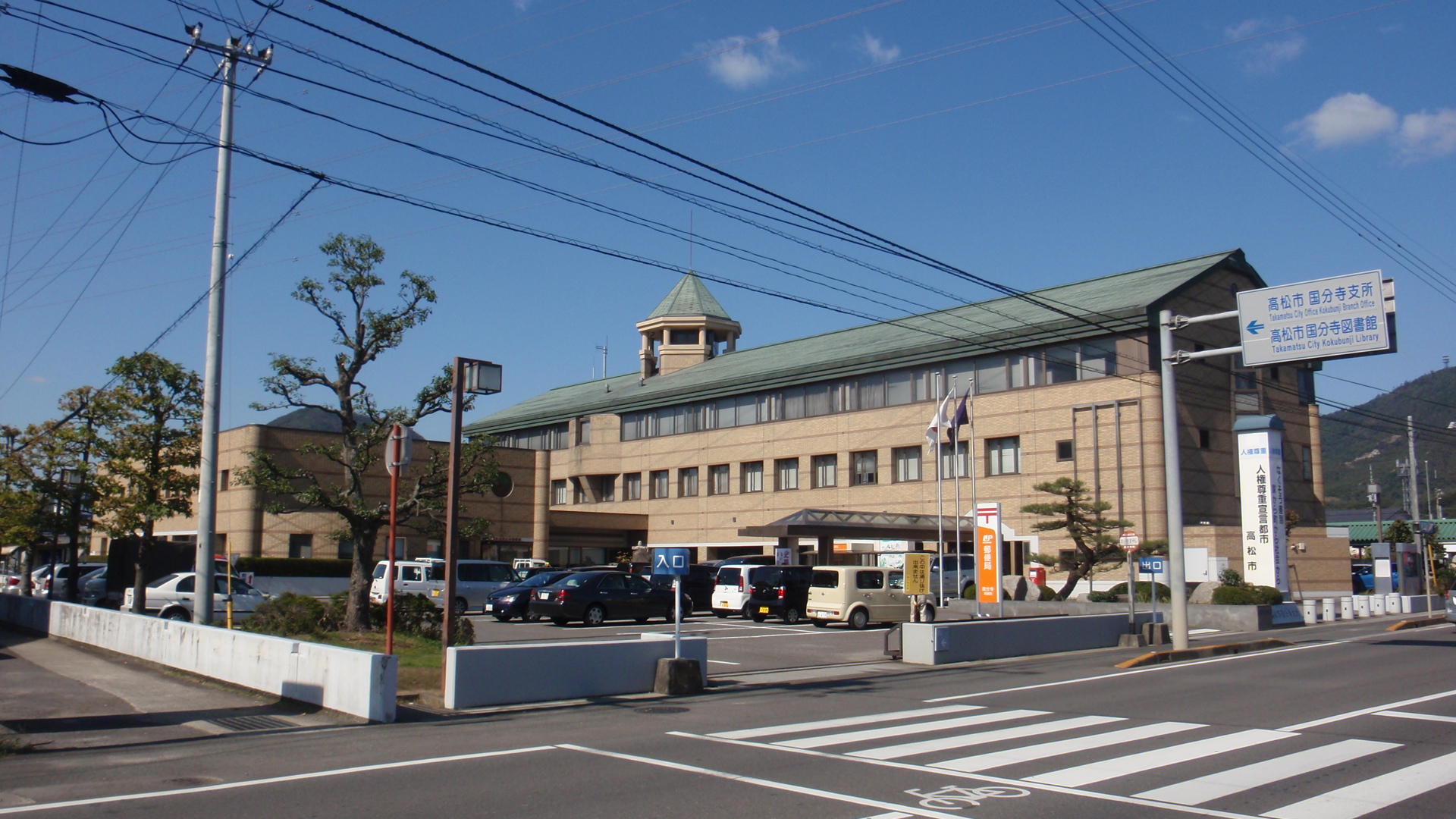
高松市国分寺総合センター

国分寺町（こくぶんじちょう）は、香川県のほぼ中央に位置していた町である。2006年1月10日に高松市に編入合併した。

## 地理
- 山:五色台（国分台）・鷲の山・火の山・兎子山
- 河川:本津川・野間川
- 湖沼:橘池・野間池

### 人口
| \| 1955年（昭和30年） \| 10,810人 \| \| \| 1960年（昭和35年） \| 10,194人 \| \| \| 1965年（昭和40年） \| 9,722人 \| \| \| 1970年（昭和45年） \| 11,419人 \| \| \| 1975年（昭和50年） \| 13,483人 \| \| \| 1980年（昭和55年） \| 15,617人 \| \| \| 1985年（昭和60年） \| 16,736人 \| \| \| 1990年（平成2年） \| 18,330人 \| \| \| 1995年（平成7年） \| 21,520人 \| \| \| 2000年（平成12年） \| 23,158人 \| \| \| 2005年（平成17年） \| 24,028人 \| \| |          |  |
| 総務省統計局 / 国勢調査（2005年） |          |  |
| 1955年（昭和30年） | 10,810人 |  |
| 1960年（昭和35年） | 10,194人 |  |
| 1965年（昭和40年） | 9,722人  |  |
| 1970年（昭和45年） | 11,419人 |  |
| 1975年（昭和50年） | 13,483人 |  |
| 1980年（昭和55年） | 15,617人 |  |
| 1985年（昭和60年） | 16,736人 |  |
| 1990年（平成2年） | 18,330人 |  |
| 1995年（平成7年） | 21,520人 |  |
| 2000年（平成12年） | 23,158人 |  |
| 2005年（平成17年） | 24,028人 |  |

## 歴史
- 1955年3月20日 - 端岡村（はしおかむら）と山内村（やまのうちそん）が合併し、国分寺町が発足。
- 1955年4月1日 - 町章を制定する[1]。
- 1975年4月1日 - 綾歌郡綾南町との間で境界を変更。
- 2006年1月10日 - 高松市に編入合併。

## 行政
- 最後の町長：福井則史(2023年9月23日没)

消防業務は合併前の1982年から高松市消防局に委託しており、町内には西消防署国分寺出張所がある。

## 経済

### 産業
- 主な産業
- 産業人口

### 特産品
- 松 - 全国屈指の盆栽の産地。錦松発祥の地でもある。
- カンカン石（讃岐岩）
- ニューピオーネ

## 地域

### 教育

#### 学校教育
- 国分寺町立国分寺北部小学校
- 国分寺町立国分寺南部小学校
- 国分寺町立国分寺中学校

公立高等学校の学区は第2学区に属していたが、第1学区の高校への通学も可能であった。合併後は第1学区となったが、旧国分寺町内に限り第2学区の高校への通学も可能という扱いとなった。

## 交通

### 鉄道路線
- 四国旅客鉄道
  - 予讃線：端岡駅 - 国分駅

高松琴平電気鉄道琴平線が岡本駅 - 挿頭丘駅間で町内を通っていたが、駅はない。地域によってはこの両駅が利用可能。

### 道路
- 高速道路
  - 町内を走る高速道路：高松自動車道（IC、PAともになし）
- 一般国道
  - 町内を走る一般国道：国道11号、国道32号
- 県道
  - 香川県道12号三木国分寺線
  - 香川県道33号高松善通寺線
  - 香川県道39号国分寺琴南線（現、香川県道39号国分寺中通線）
  - 香川県道171号国分寺太田上町線
  - 香川県道179号端岡停車場線
  - 香川県道180号鴨川停車場五色台線（ただし、車では町内の他の区域に行くことはできない）
  - 香川県道183号綾川国分寺線
  - 香川県道282号高松琴平線

## 名所・旧跡・観光スポット

### 四国八十八箇所
- 80番札所 国分寺
- 讃岐国分寺跡（国特別史跡）
  - 讃岐国分寺跡資料館

## 出身有名人
- 後藤祝秀
- 古池拓一
- 前田大輔